# تاراس یاسترامسکی
تاراس یاسترامسکی (انگلیسی: Taras Yastremskyy؛ زادهٔ تاریخ ورودی نامعتبر است) شناگر اهل اوکراین  است.